# Shangdang
Shangdang (上党区,  Shàngdăng Qū) ist ein Stadtbezirk der bezirksfreien Stadt Changzhi der chinesischen Provinz Shanxi. Er hat eine Fläche von 473,1  Quadratkilometern und zählt 319.660 Einwohner (Stand: Zensus 2020).